# Lasippa curacautinae
Lasippa curacautinae är en fjärilsart som beskrevs av Gustav Weymer 1885. Lasippa curacautinae ingår i släktet Lasippa och familjen praktfjärilar. Inga underarter finns listade i Catalogue of Life.